# La Bayadère

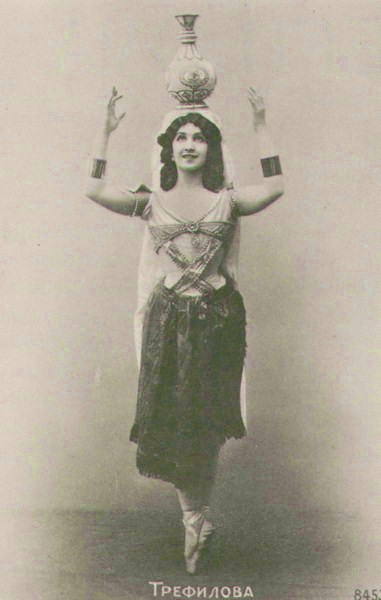
Vera Trefilova em La Bayadère, em 1900

La bayadère é um balé em três atos e cinco cenas, com música de Ludwig Minkus, coreografias de Marius Petipa e libreto de Marius Petita e Sergei Khudenov, teve estréia mundial em 1877, no Teatro Mariinsky de São Petersburgo.

## Trama
O ballet narra a história de Nikya, (dançarina do templo) e de Solor, (jovem guerreiro), que são apaixonados planejam fugir juntos e  juram fidelidade diante do fogo sagrado. Mas Solor esquece de seu juramento quando Rajá, satisfeito com o presente que recebeu de Solor oferece a mão de sua filha Gamzatti em casamento.
Ao saber disso, Nikiya encontra-se com Gamzatti revela o seu amor por Solor e implora que o deixe para ela. Gamzatti tenta comprar Nikya com jóias e presentes ela recusa e desesperada ameaça Gamzatti com um punhal. Chocada com seu próprio gesto, foge.
No noivado de Solor e Gamzatti,  Rajá ordena que Nikya dance com as demais dançarinas, durante a dança ela recebe uma cesta de flores na qual havia um serpente venenosa, ela é mordida e agoniza. O Sacerdote Brâmane diz que a salva se ela aceitar pertencer-lhe.
Após isso, Solor fica com remorso, Magdaveya querendo distraí-lo daquelas sombrias disposições, oferece ópio para fumar. Ele adormece e sonha com Nikya; a seus olhos apresentam-se os espectros das bailadeiras.
Solor é levado para se casar com Gamzatti, quebrando o juramento a Nikya. A profecia da Bailadeira realiza-se, acontece uma terrível trovoada e o templo cai em ruínas. Dos escombros aparece Nikya, que vem buscar Solor para viverem seu amor na eternidade.